# 小行星5957
小行星5957（英語：5957 Irina）是一颗围绕太阳公转的小行星。1988年5月11日，卡罗琳·舒梅克、尤金·舒梅克在帕洛马山发现了此天体。
这颗小行星的绝对星等为101.83913等。